# Вадас, Марек
Марек Вадас (словац. Marek Vadas; 27 мая 1971 года, Кошице) — словацкий писатель. За книгу «Целитель» в 2007 году получил премию «Анасофт-литера». В России в 2009 году издательством «МИК» (Москва) издан его рассказ «Арне ищет фотографию» (вошёл в сборник «Дунайская мозаика», антология словацкой новеллы, книга вторая).

## Биография
После окончания в 1989 году кошицкой гимназии обучался на философском факультете Братиславского университета имени Коменского по специальностям «эстетика» и «словацкий язык и литература» (1989—1995). Дебютное произведение — «Небольшой роман» (1994).
Несколько раз побывал в Африке, семь раз был в её центральной и западной частях (Камерун, Чад, Габон, Нигерия).

## Произведения
- Небольшой роман / Malý roman (1994)
- Университет / Univerzita (соавтор Эман Эрдейи, 1996)
- Дьявол под колпаком / Diabol pod čapicou (соавтор Эман Эрдейи, 2002)
- Почему Смерть смеётся / Prečo sa Smrtka smeje (2003)
- Сказки из Чёрной Африки / Rozprávky z čiernej Afriky (2004) Премия Бибианы за лучшую детскую книгу
- сборник рассказов «Целитель» / zbierka poviedok Liečiteľ (2006), присвоена премия «Анасофт-литера»